# 明天 (aiko單曲)
《明天》（日語：あした），日本女性創作歌手aiko的主流出道（第1張）單曲。1998年7月17日發行。

## 簡介
aiko主流出道的第一張單曲，距離上張單曲《蜂蜜》約3個月。是aiko主流出道後唯一一張以8cmCD單曲形態發行的單曲，2007年3月21日，以12cmCD單曲（Maxi單曲）形態再發售，同時8cm盤廢盤。再售盤採用當初初回限定版的樣式。
《明天》由小森田實作曲和編曲，aiko負責填詞。是aiko唯一一首不是自己作品的單曲曲目，因此和aiko其它的歌曲曲調有很大不同。1999年女演員深田恭子歌手出道單曲《最後的果實》以及2002年歌手小野綾子出道單曲《TWO OF US》的編曲均參考自本歌曲，前者aiko亦有參與和音。
雖然是值得紀念的主流出道單曲，但aiko在演唱會上很少會演唱本歌曲。2008年的演唱會上，aiko終於完整演唱了本歌曲。
歌曲還有重編曲版本，由於aiko出道前曾在FM大阪擔任DJ的緣故，她以前主持的節目曾經播放了這首重編曲版「明天 -fm osaka remix-」。

## 收錄曲目
1. 明天
作詞：AIKO；作曲、編曲：小森田實
  - 全國東映系電影《新生 廁所裡的花子》的主題曲
  - NTV《新橋MUSIC HALL》的結束音樂
2. I'm feeling blue
作詞、作曲：AIKO；編曲：島田昌典
3. 明天（insturumental）

## 外部連結
- 唱片介紹（8cm盤）
- 唱片介紹（12cm盤）